# Cheick Diarra
Cheick Diarra (Bamako, 11 de fevereiro de 1992) é um futebolista profissional malinês que atua como atacante.

## Carreira
Cheick Diarra representou o elenco da Seleção Malinesa de Futebol no Campeonato Africano das Nações de 2013.

## Títulos
Mali
- Campeonato Africano das Nações: 2013 - 2º Lugar